# Arnold Wulff
Arnold Wulff (* 18. November 1897 in Stralsund; † 11. April 1971) war ein deutscher Politiker (SPD). Er war von 1954 bis 1958 Mitglied des Landtags von Nordrhein-Westfalen.

## Leben
Nachdem er die Volksschule absolviert hatte, arbeitete Arnold Wulff als Polsterer und Dekorateur. Später war er als hauptberuflicher Gewerkschaftssekretär tätig. Er war zeitweise DGB-Vorsitzender im Kreis Norderdithmarschen, später auch in Wuppertal.
Wulff war bereits 1916 in die SPD eingetreten. Er war von 1946 bis 1950 Mitglied des Kreistages Norderdithmarschen, dort war er Vorsitzender der SPD-Fraktion. Wulff wurde in der dritten Wahlperiode als Direktkandidat der SPD im Wahlkreis 53 (Wuppertal-Südwest) in den nordrhein-westfälischen Landtag gewählt. Er war Abgeordneter vom 13. Juli 1954 bis zum 12. Juli 1958.